# Brawl in the Family
«Brawl in the Family» («Скандал в семье») — седьмой эпизод тринадцатого сезона мультсериала «Симпсоны». Впервые вышел в эфир 6 января 2002 года.

## Сюжет
Как-то раз в Спрингфилдской Штаб-квартире Республиканцев (одном из самых страшных зданий в городе) его члены во главе с Мистером Бернсом решили взять да и отменить все экологические законы, принятые в Спрингфилде. Поэтому из-за увеличившийся загрязнённости вскоре в городе пошёл кислотный дождь, опасный для всех, кто под него попадёт. Для Гомера Симпсона не проблема посидеть дома в такую погоду, но кислотные осадки плавят антенну телевизора и Гомер лишается своего любимого занятия. Мардж пытается компенсировать это и предлагает всей семье сыграть в «Монополию». После долгих размышлений о том, какой же вариант игры им выбрать, Мардж решает остановиться на классике. Но мирная семейная игра заканчивается серьёзным скандалом: сначала Барт мухлюет, потом Гомер начинает его душить, а затем Мардж и Лиза пытаются их разнять. Мэгги «вызывает» полицию и всю семейку арестовывают.
К Симпсонам в камеру приходит Гавриил, человек из социальной службы, которого Гомер принял за ангела. Гавриил обещает Симпсонам помочь разрешить образовавшийся конфликт. Для этого он изучает ежедневные занятия членов семьи, а после берёт их с собой в лес и даёт им задание: достать с верхушки дерева рюкзак с едой (для выполнения этого задания Симпсонам, по словам Гавриила, необходимо объединить усилия). Но Гомер быстренько «срубает» дерево своей машиной, а то, в свою очередь, падает в пропасть, прихватив с собой Гавриила, запутавшегося в ветках. Теперь Симпсоны действительно объединяют усилия, дабы спасти бедолагу: Гомер по верёвке спускается в ущелье у Гавриилу и привязывает его к себе, а Барт тем временем управляет машиной, к бамперу которой прикреплена верёвка. Гавриил спасён, и Симпсоны, довольные результатом, возвращаются домой, надеясь, что на этом приключение окончено… Но не тут-то было! К Гомеру (а заодно и к Неду) приезжают их жёны из Лас-Вегаса Эмбер и Джинджер (из серии Viva Ned Flanders), что становится шоком для Мардж. Увидев это, Гавриил отказывается дальше помогать человеку с двумя жёнами и уходит восвояси.
Неду повезло куда больше, чем Гомеру, ведь его первая жена теперь никак не сможет поругать его за случившееся, хотя и от новой, не очень приличной жены сосед не в восторге. А что касается Гомера, то Мардж очень сильно разозлилась на него, ведь он всё время скрывал от неё этот поступок. Гомер попытался развестись с Эмбер, но тщетно: по законам штата двоежёнство не запрещено, так что Гомер окончательно стал мужем Эмбер. За это Мардж выгоняет его из дома и теперь он живёт в домике на дереве вместе со своей новой женой. Но проходит время, и Мардж начинает скучать по своему «неверному» и предлагает ему тайный план, как избавиться от лишней жены… Вскоре Гомер на глазах у лас-вегасской жены сильно ссорится с Мардж и вместе с Эмбер уезжает в Бар Мо, где новоиспеченная жена сильно напивается. На следующий день Эмбер просыпается рядом с… Эйбом Симпсоном, который заявляет ей, что вчера они поженились! В доказательство Симпсоны демонстрируют Эмбер кассету, на которой запечатлено, как она соглашается выйти замуж за Дедушку, а заодно и отказывается от всех бывших мужей. Так Эмбер не только теряет Гомера, но и получает вместо него Абрахама Симпсона. В ужасе Эмбер вместе с Джинджер (которой уже порядком надоел слишком правильный Фландерс) бегут обратно в Лас-Вегас, а Симпсоны лишь весело смотрят им вслед.